# Pandemia de COVID-19 en Kiribati
Se confirmó que la pandemia de COVID-19 había llegado a Kiribati el 18 de mayo de 2021.

## Fondo
En diciembre de 2019 se identificó un nuevo coronavirus que causó una enfermedad respiratoria en la ciudad de Wuhan, provincia de Hubei, China, y se informó a la Organización Mundial de la Salud (OMS) el 31 de diciembre de 2019, que confirmó su preocupación el 12 de enero de 2020. La OMS declaró el brote de una Emergencia de Salud Pública de Importancia Internacional el 30 de enero y una pandemia el 11 de marzo.
La tasa de letalidad de COVID-19  es mucho menor que la del SARS, una enfermedad relacionada que surgió en 2002, pero su transmisión ha sido significativamente mayor, lo que ha provocado un número total de muertes mucho mayor.

## Cronología

### Febrero y marzo de 2020
El 1 de febrero, el gobierno de Kiribati puso todos los visados de China en suspenso y exigió a los recién llegados que llenaran un formulario de salud y a los viajeros de países con coronavirus pasar por un período de auto cuarentena. A pesar de no tener ningún caso, el 28 de marzo el presidente Taneti Maamau declaró el estado de emergencia.

### Septiembre 2020
El 10 de septiembre, el gobierno anunció que mantendrá las fronteras cerradas hasta finales de año para mantener al país libre del virus. Se harán algunas excepciones, incluidas las repatriaciones, los vuelos humanitarios y el transporte de suministros esenciales al país. Un grupo de 20 personas de Kiribati en las Islas Marshall son los primeros en ser repatriados.

### Noviembre 2020
El 19 de noviembre, el gobierno repatrió a 62 ciudadanos, que habían estado varados en el extranjero desde febrero, en un vuelo fletado de Fiji Airways. A su llegada, los residentes deben pasar por una cuarentena obligatoria de 14 días en Bikenibeu, Tarawa.

### Mayo 2021
Al 15 de mayo, Kiribati repatriaba a 1.400 I-Kiribati varados en el extranjero sin importar ningún caso positivo.
El 18 de mayo, el presidente de Kiribati, Taneti Maamau, anunció el primer caso positivo sobre una gente de mar local que regresaba de Papúa Nueva Guinea en un barco puesto en cuarentena en el puerto de Betio. Dos días más tarde, se detectó un segundo caso positivo en el mismo barco, ese mismo día, se impuso un toque de queda.